# Michele Vaccari
Michele Vaccari (Genova, 10 dicembre 1980) è uno scrittore italiano.

## Biografia
Michele Vaccari entra fin da giovanissimo nel campo della comunicazione e dell'editoria. Dopo una laurea al DAMS e un Master in Teorie e Tecniche della Narrazione alla Scuola Holden, lavora per svariate realtà editoriali italiane come autore e come editor, affiancando grandi firme del panorama letterario italiano, fra cui Tiziano Scarpa, Antonio Manzini e Niccolò Ammaniti. Collabora con diverse agenzie letterarie. Come copywriter, ha lavorato per Paramount Channel e per Sky. È stato anche direttore editoriale della collana Altrove di Chiarelettere.
L'esordio nella narrativa arriva a ventisei anni con Italian Fiction. Un marito è stato proposto da Marcello Fois all'edizione del 2019 del Premio Strega.

## Opere

### Romanzi
- Italian Fiction, Milano, ISBN edizioni, 2007.  ISBN 9788876380709
- Giovani, nazisti e disoccupati, Roma, Castelvecchi, 2010. ISBN 9788876153853
- Delia Murena, Napoli, Ad est dell'equatore editore, 2010. ISBN 9788895797151
- L'onnipotente, Milano, Laurana, 2011. ISBN 9788896999035
- Il tuo nemico, Milano, Frassinelli, 2017. ISBN 9788893420204
- Un marito, Milano, Rizzoli, 2018. ISBN 9788817103893
- Urla sempre, primavera, Milano, NN editore, 2021. ISBN 9791280284013
- Buio padre, Venezia, Marsilio, 2023. ISBN 9788829716753

### Antologie
- Tutti gli occhi su di lui, Genova, Chinaski Edizioni, 2006. ISBN 9788889966037
- Circospetti ci muoviamo. Genova 2001: avere vent'anni, Firenze, Effequ, 2021. ISBN 9791280263100